# Stakkels Jim
Stakkels Jim är ett album av den danska gruppen Gasolin', utgivet 1974.

## Låtlista
1. "Alla-tin-gala" - 3:28
2. "Daddy ding-dong" - 3:16
3. "Bingo" - 3:07
4. "Onkel "How Do You Do"" - 3:30
5. "Legenden om Josha og Ming" - 5:44
6. "Kap Farvel til Ümánarssuaq" - 3:41
7. "Perron "Gare du Nord"" - 2:49
8. "Damernes nar" - 3:17
9. "Johnny Lee" - 3:28
10. "Stakkels Jim" - 4:12
11. "The Last Jim" - 2:53

## Medverkande
- Kim Larsen - sång, gitarr, bas
- Franz Beckerlee - gitarr, munspel, sång
- Wili Jönsson - bas, piano, sång
- Sören Berlev - trummor, sång
- Steen Viig - saxofon
- Hugo Rasmussen - kontrabas